# Lou Frazier
Pour les articles homonymes, voir Frazier.
Arthur Louis Frazier (né le 26 janvier 1965 à Saint-Louis, Missouri, États-Unis) est un ancien joueur de baseball qui a évolué dans les Ligues majeures de 1993 à 1998. 
Il s'est aligné pour les Expos de Montréal, les Rangers du Texas et les White Sox de Chicago et s'est surtout distingué pour sa rapidité autour des buts.

## Carrière
Lou Frazier, un voltigeur, fait ses débuts dans les majeures avec les Expos de Montréal le 8 avril 1993. Sa saison recrue est celle où il dispute le plus de parties dans une même saison, soit 112. Il maintient une moyenne au bâton de 286 avec 16 points produits. Il réussit 17 buts volés en 19 tentatives.
Utilisé comme réserviste par les Expos en 1994, il frappe pour ,271 et vole 20 buts en seulement 24 essais. En 1995, il n'affiche qu'une faible moyenne de ,190 après 35 matchs pour Montréal et en juillet, les Expos le cèdent aux Rangers du Texas en retour d'un joueur qui sera nommé plus tard (Hector Fajardo). Frazier termine la saison avec une moyenne à peine supérieure à la ligne de Mendoza (,204) et 13 buts volés en 14 essais.
Après avoir joué 30 matchs pour les Rangers en 1996 et passé la saison 1997 dans les ligues mineures dans l'organisation des Orioles de Baltimore, il joue ses dernières parties dans les grandes ligues avec les White Sox de Chicago au printemps 1998.
En 309 parties dans les majeures, Lou Frazier a frappé dans une moyenne au bâton de,252 avec 138 coups sûrs, dont 16 doubles, 3 triples et un coup de circuit. Il a produit 46 points et en a marqué 82. Il a réussi 58 buts volés en 67 tentatives.